# Jekelius nitidus
Jekelius nitidus é uma espécie de insetos coleópteros polífagos pertencente à família Geotrupidae.
A autoridade científica da espécie é Jekel, tendo sido descrita no ano de 1866.
Trata-se de uma espécie presente no território português.